# Robert Nares
Robert Nares (9 juin 1753, York - 23 mars 1829) est un pasteur, philologue et auteur anglais.

## Biographie
Il est né à York en 1753, fils de James Nares (1715-1783), organiste de la Cathédrale d'York et formé à la Westminster School et à la Christ Church d'Oxford.
De 1779 à 1783, il vit avec la famille de Watkin Williams-Wynn (4e baronnet) en tant que précepteur de ses fils Watkin et Charles, séjournant à Londres et à Wynnstay, Wrexham. En juin 1782, il devient vicaire d'Easton Maudit, Northamptonshire et en 1785 vicaire de Great Doddington, Northamptonshire. De 1786 à 1788, il est huissier à la Westminster School, encore une fois en tant que précepteur des garçons Williams-Wynn qui y ont été envoyés.
En 1787, il est nommé aumônier du duc d'York et en 1788, il est prédicateur adjoint à Lincoln's Inn. En 1795, il est nommé bibliothécaire adjoint au département des manuscrits du British Museum et, quatre ans plus tard, il est promu conservateur des manuscrits. Il devient vicaire de Dalbury, Derbyshire en 1796, recteur de Sharnford, chanoine résidentiel de la Cathédrale de Lichfield et prébendier de la cathédrale St Paul en 1798, archidiacre de Stafford en 1801 et vicaire de St Mary's, Reading, de 1805 à 1818 puis de All Hallows, Mur de Londres jusqu'à sa mort en 1829.
Il est élu membre de la Royal Society en 1803. Il s'est marié trois fois mais n'a pas d'enfants.

## Œuvres
En 1784, il publie son premier ouvrage philologique, The Elements of Orthoepy . Le travail est hautement recommandé par Boswell . Ce livre est réédité en 1792 avec le titre révisé Règles générales pour la prononciation de la langue anglaise. En 1793, il est rédacteur en chef fondateur du British Critic avec l'aide de son ami de toujours, William Beloe. En 1822, il publie son principal ouvrage, Nares' Glossary,, qui est décrit en 1859, par Halliwell et Wright, comme indispensable aux lecteurs de la littérature élisabéthaine.